# 文應舉
文應舉（1770年6月19日—1829年2月4日），又名恭毅，字君賢，號矛山（一作茅山），清代武官，金門後浦人。曾擔任過陽江鎮總兵、瓊州鎮總兵等職位。
其墳墓被列為金門縣縣定古蹟。

## 生平
文應舉祖先原籍江西吉安，因避亂而先後遷居廣東、福建，最後來到福建同安縣的金門後浦。清乾隆卅五年五月廿六（1770年6月19日）亥時，文應舉出生。嘉慶元年（1796年），廈門水師提標參將李得勝與金門鎮總兵李南馨一起在海上緝捕海賊，當時27歲的文應舉以外委職，追隨李雨馨，在深滬（今晉江縣東南端）擊獲海賊謝心等人。之後又偵得將軍澳有海賊船隻徘徊並呈請圍捕，因而功敘加一等。再加上屢屢捕獲盜賊的功績，因而在嘉慶九年（1804年）署廈門後營守備。
文應舉深為浙江提督李長庚賞識，海賊蔡牽與朱濆於海上活動嚴重影響南北沿海商務時，李長庚乃派文應舉前往浙江海域追緝。在青龍港一戰，文應舉奮戰擒獲彭求等多名海賊，之後在湖仔角、鱟壳澳、宮前、古港等地亦多有戰功。嘉慶十五年（1810年）署金門鎮中軍左營遊擊，任職期間參與浯島城隍廟重建，嘉慶十六年（1811年）時募得基金3千3百多金，日後並致贈「海天福主」匾（1813年）。
嘉慶十七年（1812年），文應舉署金門鎮右營遊擊，嘉慶廿二年（1817年）任廈門左營遊擊。後來又補天津大沽參將，遷廣東海口副將。清道光年間，擢廣東陽江鎮總兵，再調瓊州鎮總兵。
告老返鄉後，文應舉於道光九年正月初一（1829年2月4日）辰時逝世，享壽60歲。之後清廷誥授武顯將軍，官秩正二品。

## 其他
文應舉故居在後浦「文厝內」，大約是在清金門鎮總兵署與金門縣商業會之間的停車場位置。據說是佔地24000平方公尺左右的三進宅邸，並附有花園。宅邸後來在金門日佔時期遭到盟軍飛機轟炸夷為平地。